# Distrikt Andaymarca
Der Distrikt Andaymarca liegt in der Provinz Tayacaja in der Region Huancavelica im Südwesten von Zentral-Peru. Der Distrikt wurde am 14. November 2014 aus Teilen des Distrikts Colcabamba gebildet. Er besitzt eine Fläche von 151 km². Beim Zensus 2017 wurden 2529 Einwohner gezählt. Sitz der Distriktverwaltung ist die 2950 m hoch gelegene Ortschaft Andaymarca mit 476 Einwohnern (Stand 2017). Andaymarca befindet sich 27 km ostnordöstlich der Provinzhauptstadt Pampas.

## Geographische Lage
Der Distrikt Andaymarca liegt in der peruanischen Zentralkordillere im Osten der Provinz Tayacaja. Der Distrikt liegt am Ostufer des nach Norden strömenden Río Mantaro.
Der Distrikt Andaymarca grenzt im Südwesten an den Distrikt Colcabamba, im äußersten Nordwesten an die Distrikte Daniel Hernández und Quishuar, im Norden an die Distrikte Surcubamba und Tintay Puncu, im Nordosten an den Distrikt Roble, im Osten an den Distrikt Pucacolpa (Provinz Huanta) sowie im Südosten an den Distrikt Chinchihuasi (Provinz Churcampa).

## Ortschaften
Im Distrikt gibt es neben dem Hauptort folgende größere Ortschaften:
- Huaranhuay (291 Einwohner)
- Pichiu (363 Einwohner)
- Quintao (216 Einwohner)
- Suylloc (272 Einwohner)